# Niclas Füllkrug
Niclas Füllkrug (Hannover, 9 februari 1993) is een Duits voetballer die doorgaans speelt als aanvaller. Hij verruilde Borussia Dortmund in augustus 2024 voor West Ham United. Füllkrug debuteerde in 2022 in het nationale elftal van Duitsland.

## Clubcarrière

### Werder Bremen
Füllkrug speelde in de jeugd van Werder Bremen en maakte bij die club ook zijn professionele debuut. Op 28 januari 2012 speelde hij voor het eerst mee met het eerste elftal, toen in de Bundesliga gespeeld werd tegen Bayer Leverkusen. Claudio Pizarro zette Werder op voorsprong, waarna Stefan Reinartz namens de bezoekers voor een gelijkspel zorgde: 1–1. Füllkrug moest van coach Thomas Schaaf als wisselspeler aan het duel beginnen en hij mocht na drieënzestig minuten invallen voor Mehmet Ekici. Füllkrug tekende twee weken na zijn debuut zijn eerste professionele verbintenis bij Werder. Zijn eerste doelpunt volgde anderhalve maand later, toen hij tegen FC Augsburg in de basis mocht starten en na eenenzestig minuten de score opende op aangeven van Lukas Schmitz. Ook deze wedstrijd eindigde in 1–1, door een gelijkmaker van Paul Verhaegh in de blessuretijd van de tweede helft. Het seizoen 2011/12 leverde uiteindelijk elf competitieduels op met één goal en het jaar erop twaalf Bundesligaduels met evenzoveel treffers. 

### Greuther Fürth
Na één wedstrijd in de DFB-Pokal in het seizoen 2013/14 besloot Greuther Fürth de aanvaller op huurbasis over te nemen. Bij zijn nieuwe club baarde hij opzien op 2 november 2013, door op bezoek bij Erzgebirge Aue vier doelpunten te maken, waar Greuther Fürth uiteindelijk met 2–6 zou winnen. Uiteindelijk kwam de Duitser tot zes competitiegoals dat seizoen.

### FC Nürnberg
Na zijn terugkeer in Bremen nam 1. FC Nürnberg hem op definitieve basis over, voor circa driehonderdduizend euro. Na twee seizoenen in de 2. Bundesliga werd Füllkrug voor 2,2 miljoen euro aangetrokken door competitiegenoot Hannover 96.

### Hannover 96
Zijn eerste seizoen in Hannover leverde een tweede plaats op, waardoor de club promoveerde naar de Bundesliga. Op het hoogste niveau kwam hij tot veertien doelpunten in vierendertig wedstrijden. Aan het begin van het seizoen 2018/19 raakte Füllkrug geblesseerd aan zijn knie. Hier keerde hij na twee maanden van terug, waarna hij een reeks wedstrijden speelde. De blessure kwam toch terug en eind december werd bekend dat de aanvaller de rest van het seizoen zou moeten missen door de blessure. Aan het einde van het seizoen deed hij nog één wedstrijd mee. 

### Werder Bremen
In april 2019 maakte Werder Bremen bekend de aanvaller terug te hebben gehaald per juli 2019. Met de transfer zou ongeveer zesenhalf miljoen euro gemoeid zijn. Tijdens zijn eerste twee seizoenen na zijn terugkeer bij Werder had Füllkrug last van blessures. Hij degradeerde in 2021 met de club naar de 2. Bundesliga. Op dat niveau bleef hij wel fit en scoorde hij negentien keer. Mede daardoor werd Werder tweede en promoveerde het direct weer. Füllkrug maakte in 2022/23 zestien doelpunten in de Bundesliga, zijn hoogste aantal ooit op het hoogste niveau. Hij werd hiermee gedeeld topscorer van de competitie, samen met Christopher Nkunku.

### Borussia Dortmund
Füllkrug begon nog met Werder Bremen aan seizoen 2023/24, maar stapte in augustus 2023 over naar Borussia Dortmund, de nummer twee van het voorgaande seizoen. Dat betaalde circa 13 miljoen euro voor hem. Hij maakte op 1 september tegen 1. FC Heidenheim 1846 zijn debuut voor Dortmund. Op 19 september maakte hij zijn debuut in de UEFA Champions League tegen Paris Saint-Germain. Tien dagen later scoorde hij tegen TSG 1899 Hoffenheim voor het eerst voor Borussia Dortmund. Op 7 november scoorde hij tegen Newcastle United zijn eerste CL-doelpunt. Op 28 januari 2024 scoorde hij een hattrick in een 3-1 overwinning op VfL Bochum. In zijn eerste seizoen voor Dortmund kwam hij tot zestien goals, zijn beste seizoen uit zijn carrière. 

### West Ham United
Na de komst van Serhou Guirassy vertrok Füllkrug op 5 augustus 2024 voor een bedrag van 27 miljoen euro naar West Ham United, waar hij een contract voor vier seizoenen tekende tot de zomer van 2028.

## Clubstatistieken

### Beloften
| Seizoen         | Club             | Competitie          | Competitie | Competitie |
| Seizoen         | Club             | Competitie          | Wed.       | Dlp.       |
| --------------- | ---------------- | ------------------- | ---------- | ---------- |
| 2011/12         | Werder Bremen II | 3. Liga             | 22         | 5          |
| 2012/13         | Werder Bremen II | Regionalliga Nord   | 4          | 5          |
| 2015/16         | FC Nürnberg II   | Regionalliga Bayern | 1          | 0          |
| Beloften totaal | Beloften totaal  | Beloften totaal     | 27         | 10         |

| Seizoen         | Club              | Competitie      | Competitie | Competitie | Beker | Beker | Overig | Overig | Totaal | Totaal |
| Seizoen         | Club              | Competitie      | Wed.       | Dlp.       | Wed.  | Dlp.  | Wed.   | Dlp.   | Wed.   | Dlp.   |
| --------------- | ----------------- | --------------- | ---------- | ---------- | ----- | ----- | ------ | ------ | ------ | ------ |
| 2011/12         | Werder Bremen     | Bundesliga      | 11         | 1          | –     | –     | –      | –      | 11     | 1      |
| 2012/13         | Werder Bremen     | Bundesliga      | 12         | 1          | 1     | 1     | –      | –      | 13     | 2      |
| 2013/14         | Werder Bremen     | Bundesliga      | 0          | 0          | 1     | 0     | –      | –      | 1      | 0      |
| 2013/14         | → Greuther Fürth  | 2. Bundesliga   | 21         | 6          | 1     | 0     | 2      | 0      | 24     | 6      |
| 2014/15         | FC Nürnberg       | 2. Bundesliga   | 24         | 3          | 1     | 0     | –      | –      | 25     | 3      |
| 2015/16         | FC Nürnberg       | 2. Bundesliga   | 30         | 14         | 2     | 1     | 2      | 0      | 34     | 15     |
| 2016/17         | Hannover 96       | 2. Bundesliga   | 27         | 5          | 2     | 0     | –      | –      | 29     | 5      |
| 2017/18         | Hannover 96       | Bundesliga      | 34         | 14         | 2     | 2     | –      | –      | 36     | 16     |
| 2018/19         | Hannover 96       | Bundesliga      | 14         | 2          | 1     | 1     | –      | –      | 15     | 3      |
| 2019/20         | Werder Bremen     | Bundesliga      | 8          | 4          | 1     | 0     | 2      | 0      | 11     | 4      |
| 2020/21         | Werder Bremen     | Bundesliga      | 19         | 6          | 2     | 0     | –      | –      | 21     | 6      |
| 2021/22         | Werder Bremen     | 2. Bundesliga   | 33         | 19         | 1     | 0     | –      | –      | 34     | 19     |
| 2022/23         | Werder Bremen     | Bundesliga      | 28         | 16         | 2     | 0     | –      | –      | 30     | 16     |
| 2023/24         | Werder Bremen     | Bundesliga      | 2          | 0          | 1     | 1     | –      | –      | 3      | 1      |
| 2023/24         | Borussia Dortmund | Bundesliga      | 29         | 12         | 1     | 0     | 13     | 2      | 43     | 16     |
| 2024/25         | West Ham United   | Premier League  | 0          | 0          | 0     | 0     | 0      | 0      | 0      | 0      |
| Senioren totaal | Senioren totaal   | Senioren totaal | 292        | 103        | 19    | 6     | 19     | 2      | 330    | 112    |
| Carrièretotaal  | Carrièretotaal    | Carrièretotaal  | 319        | 113        | 19    | 6     | 19     | 2      | 357    | 122    |

Bijgewerkt op 23 juni 2024.

## Interlandcarrière
Füllkrug maakte deel uit van Duitsland onder 18, 19 en 20, maar speelde met geen van die teams op een eindtoernooi. Na zijn laatste jeugdinterland in april 2014, leek zijn interlandcarrière jarenlang voorbij. Hij kreeg nooit een oproep voor het Duitsland, tot bondscoach Hansi Flick hem op 16 november 2022 op 29-jarige leeftijd liet debuteren tijdens een oefeninterland tegen Oman. Hij viel die dag aan het begin van de tweede helft in voor Youssoufa Moukoko en schoot in de 80e minuut het enige doelpunt van de wedstrijd binnen. Füllkrugs eerste interland vond plaats zeven dagen voor Duitslands eerste wedstrijd op het WK 2022, waar hij ook mee naartoe mocht. Het Duitse elftal speelde tijdens het toernooi drie keer, waarbij Füllkrug inviel in alle drie de wedstrijden. Hij scoorde tegen zowel Spanje als Costa Rica. Füllkrug werd op 8 juni 2024 door Julian Nagelsmann opgenomen in de Duitse selectie voor het EK 2024 in eigen land. Als invaller scoorde hij direct in de openingswedstrijd tegen Schotland en later in de groepsfase maakte hij de gelijkmaker in een 1–1 gelijkspel tegen Zwitserland. Duitsland werd groepswinnaar in een groep met ook Hongarije en won in de achtste finales van Denemarken (2–0), maar werd in de kwartfinales na een verlenging uitgeschakeld door Spanje (2–1). Füllkrug kwam op het toernooi in alle wedstrijden als invaller in actie.